# Erika Morini

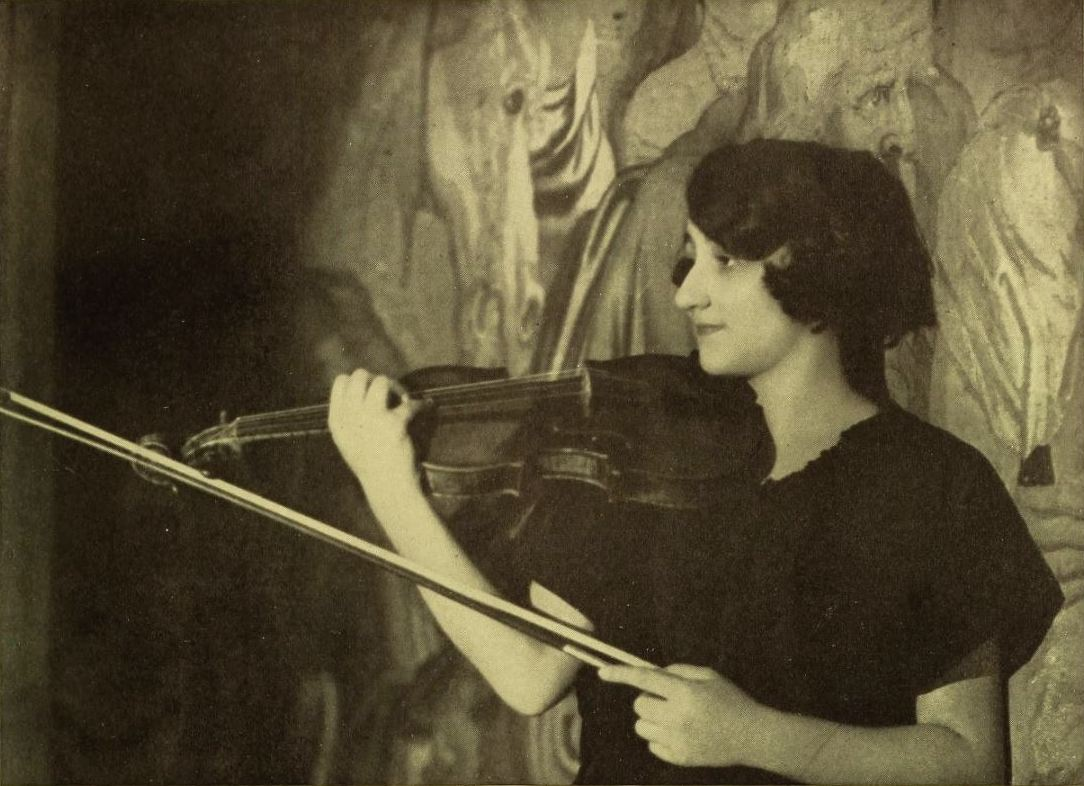
Francis Bruguière: Erika Morini (1922)

Erika Morini, nach ihrer Vertreibung Erica Morini (geboren 5. Jänner 1905 in Wien, Österreich-Ungarn; gestorben 1. November 1995 in New York City) war eine österreichisch-US-amerikanische Violinistin. Sie gilt als die herausragende Geigerin ihrer Zeit, die mit ihren zahlreichen berühmten männlichen Kollegen auf einer Stufe stand.

## Leben
Erika Morini erhielt ihren ersten Unterricht bei ihrem Vater Oiser (auch Oser, Ojser, Oscar) Morini (eigentlich Moritz), einem Schüler von Jakob Grün und Joseph Joachim. Ihr Vater stammte ebenso wie ihre Mutter Malka Weissmann, die als Klavierlehrerin wirkte, aus Czernowitz. Von dort waren sie nach Wien gezogen und hatten eine Musikschule im Zweiten Bezirk eröffneten. Erika Morini hatte fünf Geschwister, die ebenfalls musische Berufe ergriffen: Alice studierte Klavier; Stella Violine; Haydee wurde Tänzerin; Frank wurde Kunsthändler und Albert Konzertagent.
Erika Morini setzte nach dem Unterricht beim Vater als Achtjährige ihre Ausbildung bei Otakar Ševčík an der Wiener Musikakademie fort und erhielt auch Unterricht von Rosa Hochmann-Rosenfeld. Die Eltern manipulierten das Alter der Tochter, um das Besondere des musikalischen Wunderkindes herauszustellen. Morini durfte auch am Wiener Hof dem Kaiser Franz Joseph vorspielen. Ihre Konzertdebüts hatte sie bereits 1916 als Wunderkind in Wien, 1918 bei den Berliner Philharmonikern und 1919 mit dem Leipziger Gewandhausorchester unter Arthur Nikisch bestritten. Ihr erster Auftritt in den Vereinigten Staaten fand am 26. Januar 1921 in New York in der Carnegie Hall mit Artur Bodanzky statt. Hugo Knepler organisierte ihre Konzerte in Wien.
1932 heiratete sie den Juwelier Felice Siracusano aus Messina. Die Ehe blieb kinderlos. Mit ihm emigrierte sie 1938 nach New York, um dem antisemitischen Terror in Deutschland und Österreich zu entgehen. In New York setzte sie ihre Konzertkarriere fort und gab an der privaten Mannes Music School Violinunterricht. 1943 erhielt sie die Staatsbürgerschaft der USA. 1949 spielte sie nach zwölf Jahren Unterbrechung wieder in ihrer Geburtsstadt Wien.
In ihr breites Repertoire nahm sie auch die Violinkonzerte von Louis Spohr auf und verhalf ihnen durch Aufführungen zu neuer Popularität. Die großen Violinkonzerte von Mozart, Beethoven, Brahms und Tschaikowsky spielte sie auf Schallplatte ein. 1976 zog sie sich aus dem Konzertleben zurück.
Erika Morini erhielt 1955 die Ehrendoktorwürde des Smith College, Massachusetts, und 1963 die des New England Conservatory of Music, Boston.
Morini spielte die Guadagnini-Violine der Maud Powell und die Stradivari Davidoff (benannt nach Karl Dawidow) aus dem Jahr 1727, die ihr Vater 1924 für 10.000 Dollar in Paris erstanden hatte.
Kurz vor ihrem Tod, als sie im Alter von 90 Jahren im Krankenhaus lag, wurde im Oktober 1995 aus ihrer Wohnung an der Fifth Avenue in Manhattan ihre Stradivari gestohlen, zusammen mit Gemälden, Briefen und wertvollen Noten. Der Wert der Stradivari wurde damals auf 3,5 Millionen Dollar geschätzt, Morini hatte sie aber nur für 800.000 Dollar versichern lassen. Den Diebstahl konnte man ihr nicht mehr mitteilen. Das Diebesgut ist seither verschwunden, und das FBI zählt die Violine zu den Top Ten der gestohlenen Kunstobjekte. Gemäß Morinis Testament sollte die Violine versteigert und der Erlös an drei jüdische gemeinnützige Organisationen gespendet werden.
Ein Theaterstück des US-amerikanischen Dramatikers Willy Holtzman mit dem Titel The Morini Strad wurde 2010 in Pittsburgh uraufgeführt.

## Ehrungen
- Benennung des Erika-Morini-Parks in Wien-Leopoldstadt 2024[11][12]